# Martes zibellina sahalinensis
Martes zibellina sahalinensis es una subespecie de  mamíferos carnívoros  de la familia Mustelidae,  subfamilia Mustelinae.

## Distribución geográfica
Se encuentra en Sajalín.